# Tom Broznowski
Tom Broznowski (* 4. Dezember 1958 in Seattle) ist ein ehemaliger US-amerikanischer Radrennfahrer und nationaler Meister im Radsport.

## Sportliche Laufbahn
Broznowski gewann 1981 die nationale Meisterschaft im Straßenrennen der Amateure vor Larrie Shields. 1984 wurde er beim Sieg von Matt Eaton Dritter des Meisterschaftsrennens. 1985 konnte er bei den Berufsfahrern Vize-Meister hinter Eric Heiden werden. 1983 nahm er an der Internationalen Friedensfahrt teil und wurde 64. des Gesamtklassements. Im Herbst fuhr er die Tour de l’Avenir, ebenso wie 1984. Im Rennen der UCI-Straßen-Weltmeisterschaften schied er aus. Von 1985 bis 1989 startete er als Berufsfahrer, vier Jahre davon im Radsportteam Schwinn.
Er gewann bei den Berufsfahrern eine Reihe von Kriterien in den USA. 1986 siegte er auf drei Tagesabschnitten in kleineren Etappenrennen. 1987 konnte er den Chicago Grand Prix für sich entscheiden.